# Nossa Senhora da Graça do Divor
Nossa Senhora da Graça do Divor is een plaats (freguesia) in de Portugese gemeente Évora en telt 473 inwoners (2001).